# Décès en mai 1938
Décès
- 1934
- 1935
- 1936
- 1937
- 1938
- 1939
- 1940
- 1941
- 1942

Pour une information complémentaire, voir la page d'aide.

| Date   | Nom         | Pays                 | Activités        | Âge | Source |
| ------ | ----------- | -------------------- | ---------------- | --- | ------ |
| 13 mai | Paul Pauley | Drapeau de la France | Acteur français. | 52  |        |